# سد خداآفرین
سد خداآفرین بر روی رودخانهٔ ارس در مرز ایران و جمهوری آذربایجان در فاصلهٔ ۱۹۶ کیلومتری پایین‌دست سد ارس و سد مارازاد و در محدودهٔ شهرستان خداآفرین استان آذربایجان شرقی در ۲۴۰ کیلومتری شمال‌شرقی شهر تبریز میان پل خداآفرین و روستای ساریجالو قرار دارد.
این سد به‌طور مشترک توسط ایران و جمهوری آذربایجان ساخته شده است. این سد از نوع سنگ ریزه‌ای با هستهٔ رستی می‌باشد که ارتفاع آن ۶۱ متر و طول تاج آن ۳۹۰ متر می‌باشد. حجم مخزن آن نیز ۱٬۶۰۰٬۰۰۰٬۰۰۰ متر مکعب می‌باشد.
مطالعهٔ سد خداآفرین در سال ۱۳۷۹ عملیات ساخت این سد آغاز و در پانزدهم آذر سال ۱۳۸۷ آبگیری سد آغاز شد.
هدف از احداث این سد مخزنی، ذخیره‌سازی آب و کنترل سیلاب‌های رودخانهٔ ارس به منظور آبیاری ۸۰ هزار هکتار از اراضی کشاورزی پایین‌دست سد و نیز تولید برق‌آبی بوده است.
این سد شامل چهار توربین کاپلان (هر طرف دو عدد) جمعاً به قدرت ۲۰۰ مگاوات (هر کدام ۵۰ مگاوات) است که با سرعت ۱۶۶٫۶۷ دور در دقیقه دوران می‌کند. ظرفیت تولید نیروگاه طرف ایران ۱۰۰ مگاوات است.
این سد افزون‌بر جلوگیری از خروج سالانه یک میلیارد مترمکعب آب از کشور توان تولید انرژی برق سالیانه معادل ۵۵۰ گیگاوات ساعت (سهم هر طرف ۲۷۵ گیگاوات ساعت) را دارد.